# Somatiker
Somatiker nennt man die Vertreter des verallgemeinernden theoretischen Ansatzes, dass psychische Krankheit stets eine somatische Krankheit darstellt. Der Begriff ist abgeleitet von altgriechisch Soma (σῶμα) = Körper. Diese Auffassung stellt die medizinhistorische Gegenposition zur Auffassung der Psychiker dar, wonach psychische Krankheit als Ausdruck einer Erkrankung der Seele bzw. des Geists anzusehen ist. Gemäß den Vorstellungen der Somatiker kann die Seele nicht erkranken, da sie göttlich sei. Wilhelm Griesinger (1817–1868) präzisierte den somatischen Standpunkt insoweit, dass es sich bei psychischen Krankheiten um Krankheiten des Gehirns handele. Dabei ist zu bedenken, dass bereits seit der Antike ein Somatismus in Form der Humoral- und Solidarpathologie bestand. Die neuen naturwissenschaftlichen Forschungsergebnisse begünstigten eher die solidarpathologische Denkweise. Im Gegensatz zu den naturphilosophisch orientierten Vertretern der Medizin, waren die Somatiker häufiger auch praktisch in der Pflege von psychiatrischen Patienten tätig und auch die meisten Anstaltsleiter dieser Zeit (wie Maximilian Jacobi, Carl Friedrich Flemming, Christian Friedrich Wilhelm Roller, Ernst Gottlob Pienitz und Christian Friedrich Nasse) waren Somatiker, so dass sie für die Entwicklung der Psychiatrie von besonderer Bedeutung waren. Die Abkehr der Somatiker von ontologischen und theologischen Vorstellungen und somit die Befreiung der psychisch Kranken etwa von religiöser Schuld förderte die Entwicklung einer psychiatrischen Wissenschaft.

## Geschichte der Psychiatrie
Für die Somatiker wichtigste Forschungsergebnisse waren die Physiologie von Johannes Müller sowie die Zellenlehre von Theodor Schwann und Matthias Jacob Schleiden.
Somatiker waren zu Beginn des 19. Jahrhunderts Carl Friedrich Flemming (1799–1880), Johann Baptist Friedreich (1796–1862), Maximilian Jacobi (1775–1858), Christian Friedrich Nasse (1778–1851), Johann Christian Reil (1759–1813), später hauptsächlich Wilhelm Griesinger (1817–1868), Theodor Meynert (1833–1892) und Kurt Schneider (1887–1967). Auch Johann Christian August Grohmann und Carl Philipp Möller gehören zu den Somatikern. Zu den Vorläufern der Somatiker werden außerdem auch Franz Josef Gall (1758–1828) und Andrew Combe (1797–1848) gerechnet. Der Gedanke des Somatismus war ausgegangen von Georg Ernst Stahl (1659–1734) und seiner Theorie der doppelten Möglichkeit der Krankheitsentstehung entsprechend der cartesianischen Unterscheidung in Seele und Körper, siehe das Leib-Seele-Problem und die von Stahl begründete Lehre des Animismus. Dementsprechend ergab sich auch die Lehre der Psychiker als eine Verabsolutierung einer der beiden von Stahl unterschiedenen Möglichkeiten. Die Lehre der körperlichen Verursachung von psychischen Krankheiten hatte sich zuerst in Schottland durch Robert Whytt (1714–1766) und William Cullen (1710–1790) einen Namen gemacht. Wilhelm Griesinger hat durch die Begründung der Sprechstundenpsychiatrie dem Standpunkt des Somatismus in Deutschland zur praktischen Geltung verholfen, zumal hierdurch die damaligen in der Anstaltspsychiatrie üblichen Methoden der moralisch begründeten Zwangsbehandlung in ihre Grenzen gewiesen wurden.

## Heutiger Stand
Die logisch zwingende Schlussfolgerung des Standpunkts der Somatiker gipfelt in dem Glauben an die ausschließliche Wirksamkeit einer Somatotherapie. Die oft ideologisch ausgeführten Auseinandersetzungen zwischen Somatikern und Psychikern sind bisweilen auch heute noch spürbar. Die beide Ansätze vereinigende Sichtweise der psychophysischen Korrelation kann als Resultat der oft unfruchtbaren früheren Auseinandersetzungen angesehen werden. Beide Einstellungen stehen heute gleichberechtigt nebeneinander.